# William Finke
William Finke, auch Johann Wilhelm Finke, (* 1814 oder 1815; † 17. Januar 1864 in Adelaide, Australien) war mit der sog. First Fleet of South Australia 1836 mit den ersten britischen Siedlern nach Südaustralien gereist und dort als Obersekretär des ersten Schatzmeisters der Provinz South Australia tätig. Er war ebenso Entdecker, Prospektor und Viehzüchter und unterstützte John McDouall Stuarts Erkundungen im Inneren des Australischen Kontinents.

## Geschichte
Finke, der möglicherweise als Johann Wilhelm Finke aus Cuxhaven in Deutschland stammte kam im November 1836 an Bord der Tam O'Shanter als Teil der First Fleet of South Australia, in Südaustralien an.
Er war Mitglied eines Syndikats mit Osmond Gilles, dem ersten Schatzmeister der Provinz, dessen Neffen John Jackson Oakden und drei weiteren Personen, nämlich Gilles' Mündel Emily Blunden († 1875), die ebenfalls an Bord der HMS Buffalo auswanderte, H. R. Wigley (ansässiger Magistrat und Vater von William Wigley) und Rechtsanwalt Matthew Smith. Die Gruppe war im Februar 1839 an der Abstimmung über das Recht zum Kauf von Land in Glenelg beteiligt und erhielt den Zuschlag. Finke wurde in der öffentlichen Bekanntmachung der Abstimmung als „Obersekretär des Finanzministeriums“ aufgeführt. Finke war dann zum Obersekretär (chief clerk) von Gilles ernannt worden und wurde 1839 mit der Leitung des Abbaus von Galenit für Gilles' Glen Osmond Union Mining Company betraut, der ersten Mine für metallhaltige Erze in Südaustralien und vermutlich von ganz Australien. Er wurde auch zum ehrenamtlichen Sekretär der Glenelg Pier and Warehouse Company ernannt, die ihre Büros in Adelaide hatte.
Finke war ein tatkräftiger Entdecker und Prospektor in ganz Südaustralien, insbesondere in den nördlichen Flinderskette, wo er produktive Kupferminen in Nuccaleena und Oratunga errichtete. Die riesigen Vorkommen in Burra und Kapunda entdeckte er allerdings nicht. Auf diesen Reisen wurde Finke häufig von dem schottischen Entdecker John McDouall Stuart als Reisegefährten begleitet.
Zusammen mit James Chambers erweiterte Finke die Station Moolooloo, von der Stuarts letzte und erfolgreiche Expedition startete. James starb vor der triumphalen Rückkehr der Gruppe und Finke nicht lange danach. John Chambers, der Testamentsvollstrecker seines Bruders, verkaufte die Station an die Philip Levi & Co. die sie 1871 an John Rounsevell verkaufte.
Finke starb im John Bull Inn in der Currie Street in Adelaide und wurden auf dem North Road Cemetery im Adelaider Vorort Nailsworth begraben.
Zwei Jahre nach Finkes Tod wurden Anna Timmermann, Andreas Finke und Wilhelmina Arndt aus Deutschland als Interessenten für zwei Grundstücke in Glenelg genannt.

## Ortsnamen
Der Finke River in Zentralaustralien und der Mount Finke in Südaustralien wurden 1858 bzw. 1860 von Stuart nach ihm benannt. Die Finke Bay an der Küste des Van-Diemen-Golf im Northern Territory wurde 1887 ebenfalls von Stuart nach Finke benannt. 1862. Die kleine Siedlung Finke, die um ein Abstellgleis der Central Australian Railway herum entstand und heute auch unter ihrem traditionellen Namen Aputula bekannt ist, erhielt ihren Namen vom nahe gelegenen Finke River.